# Volkskammerverkiezingen 1990
De Volkskammerverkiezingen van 1990 vonden op 18 maart 1990 in de Duitse Democratische Republiek plaats. Het waren de tiende en laatste landelijke verkiezingen die in de DDR werden gehouden. Tegelijkertijd waren het de eerste democratische verkiezingen in de DDR.

## Achtergrond
Oorspronkelijk werd door de in 1986 gekozen Volkskammer bepaald dat de verkiezingen voor een nieuwe Volkskammer op 6 mei 1990 moesten plaatsvinden. Ontevredenheid over de economische en politieke situatie dwong minister-president Hans Modrow (PDS) - een hervormingsgezinde communist - om de verkiezingsdatum te vervroegen. Als nieuwe datum werd 18 maart 1990 vastgesteld. Om het draagvlak van zijn regering te vergroten, nam Modrow vertegenwoordigers van oppositiepartijen op in zijn kabinet.

## Partijen
In aanloop naar de verkiezingen werden er verkiezingsallianties (kartels) gevormd: Alliantie voor Duitsland (Allianz für Deutschland), geleid door de vroegere blokpartij Christelijk-Democratische Unie van Duitsland (Christlich-Demokratische Union Deutschlands, CDUD) en waarbij zich de oppositiebewegingen Demokratischer Aufbruch (DA) en de Duitse Sociale Unie (Deutsche Soziale Union, DSU) (deze laatste partij verliet de alliantie kort voor de verkiezingen) hadden aangesloten. AD werd aangevoerd door Lothar de Maizière (CDUD) en was gericht op een snelle hereniging West- en Oost-Duitsland en de invoering van een sociale markteconomie en was duidelijk centrumrechts. AD werd ondersteund door de West-Duitse CDU.
De diverse liberale partijen vormden ook een verkiezingsalliantie, en wel onder de naam Bond van Vrije Democraten (Bund Freier Demokraten). Van deze partijen waren de vroegere blokpartij Liberaal-Democratische Partij van Duitsland (Liberal-Demokratische Partei Deutschlands, LDPD) en de Oost-Duitse variant van de West-Duitse F.D.P., de Vrije Democratische Partij van de DDR (Freie Demokratische Partei der DDR, F.D.P. der DDR) de voornaamste. Rainer Ortleb voerde de BFD aan. De BFD was net als de AD centrumrechts en voorstander van een markteconomie. Zij konden rekenen op steun van de West-Duitse F.D.P.
Op links werd ook een verkiezingsalliantie gevormd die geleid werd door Bündnis 90/Die Grünen. Een aantal kleinere linkse partijen en bewegingen, waaronder burgerrechtenbewegingen Demokratie Jetzt (DJ) en Neues Forum (NF). De linkse alliantie werd aangevoerd door Jens Reich. De linkse alliantie was gericht tegen het kapitalisme en voorstander van een modernisering en democratisering van de DDR en tegen een snelle hereniging.
De vroegere communisten, sinds het voorjaar van 1990 opererend onder de naam Partij van het Democratische Socialisme (Partei des Demokratischen Sozialismus, PDS) en geleid door de hervormingsgezinde advocaat Gregor Gysi, slaagden er niet in om een alliantie te vormen en de PDS ging als zelfstandige partij de verkiezingen in. Hetzelfde gold voor de Sociaaldemocratische Partij van Duitsland (Sozialdemokratische Partei Deutschlands, SPD (DDR)). De SPD (DDR), die aanvankelijk geleid werd door de populaire Ibrahim Böhme, wist zich in korte tijd erg populair te maken in de DDR. De SPD (DDR) verzette zich zowel tegen de PDS als tegen de Democratische Alliantie. De populariteit van de SPD (DDR) nam echter af toen Böhme werd ontmaskerd als voormalig medewerker van de Stasi.

## Uitslag
De verkiezingen werden gewonnen door de Democratische Alliantie (CDU, DA) die 42,8% van de stemmen kreeg, goed voor 167 zetels. De kleine DSU, die werd gesteund door de West-Duitse CSU en kort voor de verkiezingen uit de AD was gestapt, behaalde een verrassend resultaat: 25 zetels. Vanwege het schandaal rond Böhme deed de SPD der DDR het minder goed. De partij verwierf 21,9% van de stemmen, goed voor 88 zetels. De SPD der DDR werd de tweede partij. De vroegere communisten (PDS) kregen 16,4% van de stemmen, 66 zetels. De PDS werd hiermee de derde partij.
| Alliantie/partij | %                | zetels      |
| --- | ---------------- | ----------- |
| Alliantie voor Duitsland (Allianz für Deutschland, AD) Christelijk-Democratische Unie van Duitsland (Christlich-Demokratische Union Deutschlands) Democratische Bewustwording (Demokratischer Aufbruch) | 42,8% 40,8% 2,0% | 167 163 4   |
| Sociaaldemocratische Partij van de DDR (Sozialdemokratische Partei der DDR, SPD der DDR) | 21,9%            | 88          |
| Partij van het Democratische Socialisme (Partei des Demokratischen Sozialismus, PDS) | 16,4%            | 66          |
| Duitse Sociale Unie (Deutsche Soziale Union) | 6,3%             | 25          |
| Bond van Vrije Democraten (Bund Freier Demokraten, BFD) Liberaal-Democratische Partij van Duitsland (Liberal-Demokratische Partei Deutschlands) Duitse Forumpartij (Deutsche Forumpartei) Vrije Democratische Partij (Freie Demokratische Partei (DDR)) Nationaal-Democratische Partij van Duitsland (National-Demokratische Partei Deutschlands) | 5,7% 5,3% - 0,4% | 25 10 7 4 2 |
| Democratische Boerenpartij van Duitsland (Demokratische Bauernpartei Deutschlands, DBD) Democratische Vrouwenbond van Duitsland (Demokratischer Frauenbund Deutschlands, DFD) | 2,5%             | 10          |
| Bündnis 90/Die Grünen (Bündnis 90/Die Grünen) Nieuwe Forum (Neues Forum) Democratie Nu (Demokratie Jetzt) Initiatief Vrede en Mensenrechten (Initiative Frieden und Menschenrechten) Groene Parrij van de DDR (Grüne Partei der DDR) Onafhankelijk Vrouwenverband (Unabhängiger Frauenverband)                                                    | 2,9% -           | 20 7 3 2 8  |
| Verenigd Links Actieverbond (Aktionsbündnis Vereinigte Linke, AVL) Verenigd Links (Vereinigte Linke) De Anjers (Die Nelken) | 0,2% -           | 1 -         |
| Overigen | 0,4%             | 0           |
| Totaal | 100%             | 400         |

## Presidium
- Voorzitster van de Volkskammer 
 Dr. Sabine Bergmann-Pohl (CDU)
- Plaatsvervanger van de voorzitter van de Volkskammer gekozen 
 Dr. Reinhard Höppner (SPD) 
 Dr. Käte Niederkirchner (PDS) 
 Dr. Stefan Gottschall (DSU) 
 Dr. Jürgen Schmieder (Liberale) 
 Dr. Wolfgang Ullmann (Bündnis 90) 
 Dieter Helm (DBD)
- Leden van het Presidium door de fractie aangesteld
 Dagmar Enkelmann (PDS) 
Juliane Grehn (CDU)
 Eberhard Goldhahn (CDU)
 Martin Gutzeit (SPD)
 Frank Heltzig (SPD) 
 Paul Krüger (CDU)
 Dieter Hofmann (Die Liberalen)
 Susanne Seils (SPD)
 Harald-Dietrich Kühne (CDU)
 Conrad-Michael Lehment (Die Liberalen)
 Bernd Meier() (PDS) 
Lothar Piche (DSU) 
Matthias Platzeck (Bündnis 90/Grüne) 
Stefanie Rehm (CDU)

## Nasleep: hetkabinet-De Maizière
Op 12 april 1990 werd Lothar de Maizière (CDU) gekozen tot minister-president. Hij werd premier van een Grote Coalitie (Große Koalition) bestaande uit de AD, SPD en BFD. Het nieuwe kabinet maakte haast met de plannen voor de hereniging van de beide Duitslanden. Op 17 mei 1990 sloten vertegenwoordigers van de regeringen van de Bondsrepubliek Duitsland en de Duitse Democratische Republiek de Monetaire, Economische en Sociale Unie (Währungs-, Wirtschafts- und Soziale Union): de eerste stap naar eenwording. Op 23 augustus stemden de meeste partijen in de Volkskammer (minus de PDS, de Groenen en enkele kleine partijen) vóór de aansluiting van de DDR bij de Bondsrepubliek. De wet zou op 3 oktober 1990 inwerking treden. In de tussentijd was de Grote Coalitie al uiteengevallen. De liberalen en sociaaldemocraten traden in augustus 1990 uit het kabinet omdat ze het niet eens waren met het beleid van de regering inzake de handhaving van het kiessysteem in de Oost-Duitse deelstaten na de hereniging. De regering werd de facto demissionair. Een dringend beroep van De Maizière op de FDP en SPD ministers om toch vooral lid te blijven van de regering, werd alleen gehoor aan gegeven door de FDP, die het ontslag van haar ministers ongedaan maakte.